# A Született kémek szereplőinek listája

## Sam
Sam a legokosabb a lányok közül. Szinte minden rejtélyre ő jön rá.
Samanthának, gyakrabban használt nevén Samnek (a Te hiszel a varázslatban című epizódban a varázsló kastélyában Samantha Simpson-ként mutatkozik, de a készítők nem erősítették meg hogy ez lenne a teljes neve) Hosszú, hullámos vörös haja van, kémruhája pedig zöld színű. A lányok közül ő a legokosabb (az epizódokban gyakran kimossák az agyát), sokszor a csapat tényleges vezetőjének tekintik. Magas intelligenciáját főleg tervek és elterelő hadműveletek készítésére használja, és ezek segítségével könnyebben el tudják kapni az ellenségeiket. Sam játssza el a „nagy testvér” szerepét is a sorozatban, hiszen ő ügyel a csapat többi tagjára, Cloverre és Alexre. Ő is imád vásárolni és divatszalonokba járni, de ezek nem érdeklik annyira őt, mint Clovert és Alexet, és a tanulást és a küldetéseiket részesíti inkább előnyben.
Az angol nyelvű verzióban Jennifer Hale adja a hangját Samnek, a magyar szinkronja Csondor Kata (1-6. évadig), Csuha Borbála (7. évadtól)

## Clover
Clover egy igazi Plázacica, viszont ha használja az eszét nagyon sok dologra tud rájönni. Kb: "2 percenként" váltja a pasijait. Legfőbb ellensége: Mandy.
Clovernek (vezetékneve valószínűleg Ewing, de ezt a sorozat alkotói csak szóbeszédnek tartják) középhosszú szőke haja és piros kémruhája van. Ő a sorozat legváltozatlanabb karaktere: egy bevásárló-mániás, fiú-őrült ifjú divatfüggő. Jobban érdeklik a fiúk, a kinézete és az aktuális divat mint az, hogy kém, és ezért gyakran eltér küldetéseik eredeti céljától. Valójában a szociális élet iránti érdeklődése nagy befolyással van az egész csapatra. Számos alkalommal hasonlítja össze a divatot munkájával, legtöbbször a társadalmi életének javítására és népszerűségének növelésére törekszik bármilyen módon. A lányok közül ő utálja legjobban Mandyt, és ő a legflörtölősebb is a csapatban. Rengeteg barátja volt és bármit megtesz azért hogy újat szerezzen magának. Ez különös, hiszen mikor általános iskolába járt, osztálytársai állandóan piszkálták (főleg egy fiú), mert irigyek voltak Clover szüleinek gazdagságára. Az ötödik évadban, "A nagyi" című részben Clover megismerkedik álmai pasijával, Blaine-nel, és Clover talán először lesz igazán szerelmes a sok flörtölés után (de egy-két flörtölés azért nem maradhat el!!). Bár Clover nagyon anyagias fontosak számára a barátság és a csapatmunka is.

Jerry a "Szörnyű cirkusz" (54.) című epizódban.

Egyhangú „amerikai fiatal lányként” erős „valley girl” akcentussal beszél, gyakran használja a „so totally” (magyarul „annyira, teljesen/totálisan”) kifejezést, az állító mondatainak végére „much”-ot (magyarul „nagyon”) tesz. Az Űrsokk című epizódban kiderül róla hogy vegetáriánus, ám ez valószínűleg hamis információ, mert a 3.évad 24.részében azt mondja, hogy csak akkor eszi meg a répát, ha bélszín is jár hozzá.
Clover angol hangja Andrea Baker, magyar szinkronja Zsigmond Tamara (1-6. évadig), Pekár Adrienn (7. évadtól)

## Alex
Alexnek (vezetékneve valószínűleg Vasquez, de ezt a sorozat alkotói csak szóbeszédnek tartják) kissé hosszú rövid fekete haja és neki sárga kémruhája van. Bár ő a csapat „fitness bolondja” és ő közülük a legkitartóbb, mégis nagyon ügyetlen, sokszor lassú és naiv. Ez sokszor akadályozza a lányokat missziójukon és néha nehezebb szituációba juttatja őket, mint amilyenben már valójában vannak. Ő a leggyerekesebb és a legfiatalabb, gyakran hagyja magát befolyásolni és nem gondol arra, mit fog csinálni ha probléma adódik. A sorozat egyik epizódjából világosan kiderül, hogy ő a legkevésbé intelligens közülük, mivel Samnek és Clovernek segíteniük kell neki hogy átjusson egy vizsgán, egy másikból pedig az, hogy iszonyatos sofőr. Alex viszont a legnyájasabb és a legkedvesebb hármójuk közül, és mivel ő a legsportosabb, ezért ő a második leglányosabb. Nagyon figyel a divatra, a fiúkra és a kinézetére, de nem akkora mértékben, mint Clover. Gyakran közvetít két társa között, mivel Sam és Clover sokszor vitatkoznak. A 83. epizódban kiderül, hogy apai oldalról félig fehér, anyja valószínűleg afro-latin-amerikai, ugyanakkor a 6. évad 13. részében Alex apja előadást tart a Malibu egyetemen és ugyanúgy néznek ki mindketten.
Alexandra
Alex angol hangja az első két évadban Katie Leigh, a harmadiktól Katie Griffin, magyar szinkronja pedig Simonyi Piroska(1.-5. évadig), Hermann Lilla (6. évad), Lamboni Anna (7. évadtól)

## Jerry
Jerry James Lewis a WOOHP alapítója és igazgatója. A középkorú, nagyon komoly brit származású gentleman látja el a kémlányokat a minden misszió előtti eligazításon információkkal, és adja nekik a kémkütyüket az epizódok elején. Jerry anyja Angliában lakik, és ő úgy tudja, hogy a fia egy szállodaigazgató.– A kedvenc sportja a golf. Az Utálom a 80-as éveket! című epizódban kiderül, hogy a 80-as években egy kéttagú zenekarban játszott.
A negyedik évadban a legfőbb gonosztevő Jerry ikertestvére, Terrence, aki Jerryt okolja azért, amiért rossz útra tért. (Diákkorukban lebuktak, hogy egymásról puskáznak dolgozatírásnál és Terrence-t találták bűnösnek.)

## Mellékszereplők

### Arnold Jackson
Az iskola egyik legjobb tanulója, de nem túl népszerű, mert ahogy a többiek mondják "kretén". Néha a gonosztevők is kihasználják, de a lányok mindig megmentik. Magyar hangja: 1. Bartucz Attila (1.-3. évad), 2. Molnár Levente (4. évad).

### Blaine
Blaine egy nagyon klassz srác, akibe Clover teljesen beleszeretett. Az ötödik sorozatban, A nagyi című részben ismerkedtek meg a Malibu egyetem tengerpartján.
Clover éppen napozott, amikor Blaine véletlenül feléje dobott egy röplabdát. Clover először felháborodott, hogy nem hagyják őt napozni, de aztán meglátta, hogy milyen klassz pasival találja szemben magát. Az ismerkedés gyorsan ment, Clovernek nagyon megtetszett Blaine. Egyből telefonszámot cseréltek.
Clover ezután egyre jobban szerelmes lett Blaine-be.
Blaine a Geraldine visszatér című részben csatlakozott a WOOHP-hoz.

### Britney Akiwara
Őt csak néhány részben láthattuk. Haja majdnem olyan, mint Cloveré csak kékes fekete és hosszú.
Britney angol hangja: Lindsay Ridgeway, magyar hangja: Roatis Andrea.

### David
Az iskola szépfiúja, a "tökéletes pasi" a 2. évadban. Nagyon kedves srác, tehetséges a tanulásban, a sportban és a művészetekben egyaránt. Clover, Sam, Alex és Mandy is "beleesik", mindenki más tulajdonságáért. David viszont, csak barátként szereti mindannyiukat. Magyar hangja Dányi Krisztián.

### Mandy
Ő Mandy, a lányok legnagyobb ellensége. Mindig keresztbe tesz a lányoknak, van is két csatlósa (Caitlin és Dominique), mindig figyeli a lányokat, háromszor már majdnem sikerült lebuktatnia őket.
Mandy fekete hajú és lila szemű lány, aki pont annyira népszerű, mint Clover. Ő is romantikus alkat,  egyik hobbija tönkretenni Clovert, ugyanis ő mindenkinél jobban utálja Clovert. És emellett rendkívül büszke a hajára, és nem engedi, hogy bárki is hozzáérjen.
Egyszer őt is besorozták kémként a lányok mellé, de totálisan alkalmatlannak bizonyult. Könyörgésére végül leszerelték, rövidtávú emlékeit (a későbbiekben többször is) törölték. Mandy ugyanis sokszor belekeveredett a gonoszok cselszövéseibe és a kémügyekbe. Magyar hangjai Németh Kriszta (1.-2. évadig, majd 4. évadban 1.-13. részig), Böhm Anita (3. és 5. évadban) és Madarász Éva (4. évad 14.-26. részig, majd 6. évadban).

### Mindy
Mandy unokatestvére, az utolsó évadban tűnik fel először. Pont olyan, mint Mandy, csak szőkében. Magyar hangja Biró Anikó.

### A lányok elődjei
A nevük Pam, Alice és Crimson, a WOOHP előző kémei. Egyetlen részben jelennek meg: Kémek kontra kémek. Sam, Clover és Alex azután jöttek a helyükre hogy halottnak hitték a lányokat. Valójában 7 évig fogvatartották őket és ezalatt a WOOHP ellen fordultak a fogvatartójuk parancsára.

## Gonoszok

### Dr. Gelee
Dr. Gelee-nek az volt a terve, hogy megfagyasztja a világot. Amikor a lányok ebben meg akarják akadályozni, Dr. Gelee elrabolja Clovert, mondván ő lesz a Jégkirálynője.
Második felbukkanásakor Mandy-t rabolja el, mert a piros síruhája miatt, azt hiszi, hogy ő Clover. A lányok megmentik, és Mandy pár órára a barátjuk lesz.

### Geraldine Husk
Geraldine kémnek készült a WOOHP-ba, de úgy látszik, hogy nem volt elég jó a titkos szervezetnek, ezért eldöntötte, hogy bosszút áll a WOOHP-on.
Négy epizódban láthattuk:
- 41. rész: K.É.M.
- 67. rész: Ki a szuperkém?
- 88. rész: A nagy Arnold
- 110. rész: Geraldine visszatér

### Mirna Besbottom
Az amerikai elnök lányának a dadája volt, később gonosszá vált.
A 4. évadban tagja a Terrence által szervezett bűnügyi szervezetnek a LAMOS-nak.

### Terence Lewis
Terry Lewis Jerry gonosz ikertestvére, aki átoperáltatta magát csak, hogy ne úgy nézzen ki mint Jerry, mivel Jerry gyerekkorukban elárulta őt.
Vizsgájuk volt és mindketten csaltak amikor a tanár észrevette Jerry rákente a dolgot ikertestvérére és a tanár kirúgta. A szülei kirúgták a házból azóta bosszút akar állni Jerry-n. Már többször megpróbálkozott a WOOHP elpusztításával/leigázásával, de eddig mindig kudarcot vallott, bár sose adja fel. Gonosz célja érdekében még egy szuperbűnözőket tömörítő szervezetet, a LAMOS-t is létrehozott (a megnyitón Tim Scan világosítja fel, hogy a LAMOS spanyolul valójában "pancsert" jelent, de nem került sor névváltoztatásra - addigra ugyanis már elkészültek a LAMOS pólók és emléktárgyak…). Magyar hangja Beregi Péter, majd Szokolay Ottó (LAMOS részekben).

### Tim Scam
Tim Scam először az első évadban tűnik fel Mac Smith-ként a Whoop új főnökeként (miután Jerry-t "nyugdíjba" küldte ˙[igazából kilőtte az űrbe]). Megpróbálja megölni a lányokat, de nem sikerül neki. A lányok rájönnek, hogy Tim Scam áll a dolgok mögött, majd arra is, hogy Mac Smith maga Tim Scam. Végül börtöne csukják, de többször is visszatér a többi évadban.
A második évadban elrabolja Stella-t (Clover anyját), Gaby-t (Sam anyját) és Carment (Alex anyját).
Később megalkotja a "Scamler-t", amivel önmagát és másokat is képes klónozni.
A negyedik évadban tagja lett a "LAMOS-nak". Magyar hangja: Papp Dániel (LAMOS részekben).

### Boogie Gus
Célja volt, hogy a múltra változtassa az egész világot. Szintén a LAMOS tagja. Magyar hangja: Szokol Péter (LAMOS részekben)

### Helga Von Guggen
Helga az 1. évad 15. epizódjában tűnt fel először. Ott kiderül, hogy ő egy bukott divattervező. Célja az volt, hogy embereket változtasson állatokká, majd azokat megölje, s bundát készítsen belőlük. De kudarcot vallott a kémlányok közbelépésével. Majd a 2. évad 25. epizódjában is feltűnik, mikor ruhadarabjaival minden viselőt halálra szorított volna bosszúból. Majd tagja lesz a LAMOS-nak, ahol az ő terve volt a legkomolyabb.

## Teljes nevek
- Samantha Simpson
- Clover Ewing
- Alexandra Vasquez
- Jerry James Lewis

A sorozat alkotói szerint a vezetéknevek csak a szóbeszédben léteznek.